# NGC 7545
NGC 7545 (również PGC 70840) – galaktyka spiralna z poprzeczką (SBb), znajdująca się w gwiazdozbiorze Żurawia. Odkrył ją John Herschel 4 września 1834 roku.